# Beast Wrestler
Beast Wrestler (ビースト・ウォリアーズ, Beast Warriors, au Japon) est un jeu vidéo de combat, développé par Telenet Japan et édité par Renovation Products, sorti sur Mega Drive en 1991.